# Gerry Judah

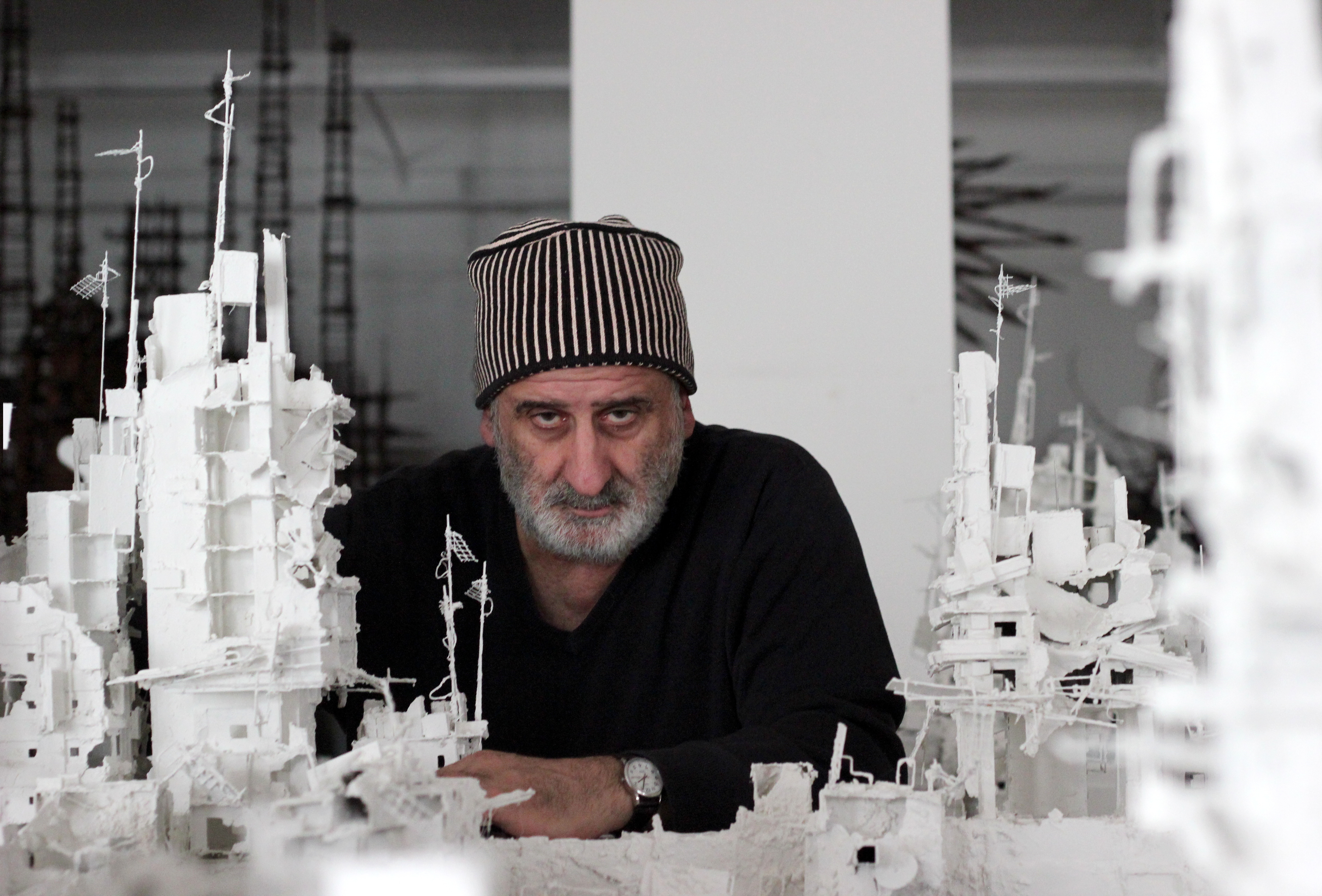
Judah, 2014

Gerry Judah (Calcuta, 30 de julio de 1951) es un artista (diseñador, escultor) indo británico.

## Biografía
Nacido en una familia judía, de niño vivió un tiempo en Calcuta y en Bengala Occidental, y se mudó a Londres con su familia con diez años. Dejó la seundaria y trabajó como repartidor. Luego estudió en el antiguo Barnet College (1970-1971) y más tarde bellas artes en el Goldsmiths College (1972-1975) y escultura en la Slade School of Fine Art. Tras la universidad, abrió su estudio en Shaftesbury Avenue.